# 1858
1858 (MDCCCLVIII) a fost un an obișnuit al calendarului gregorian, care a început într-o zi de vineri.

## Evenimente

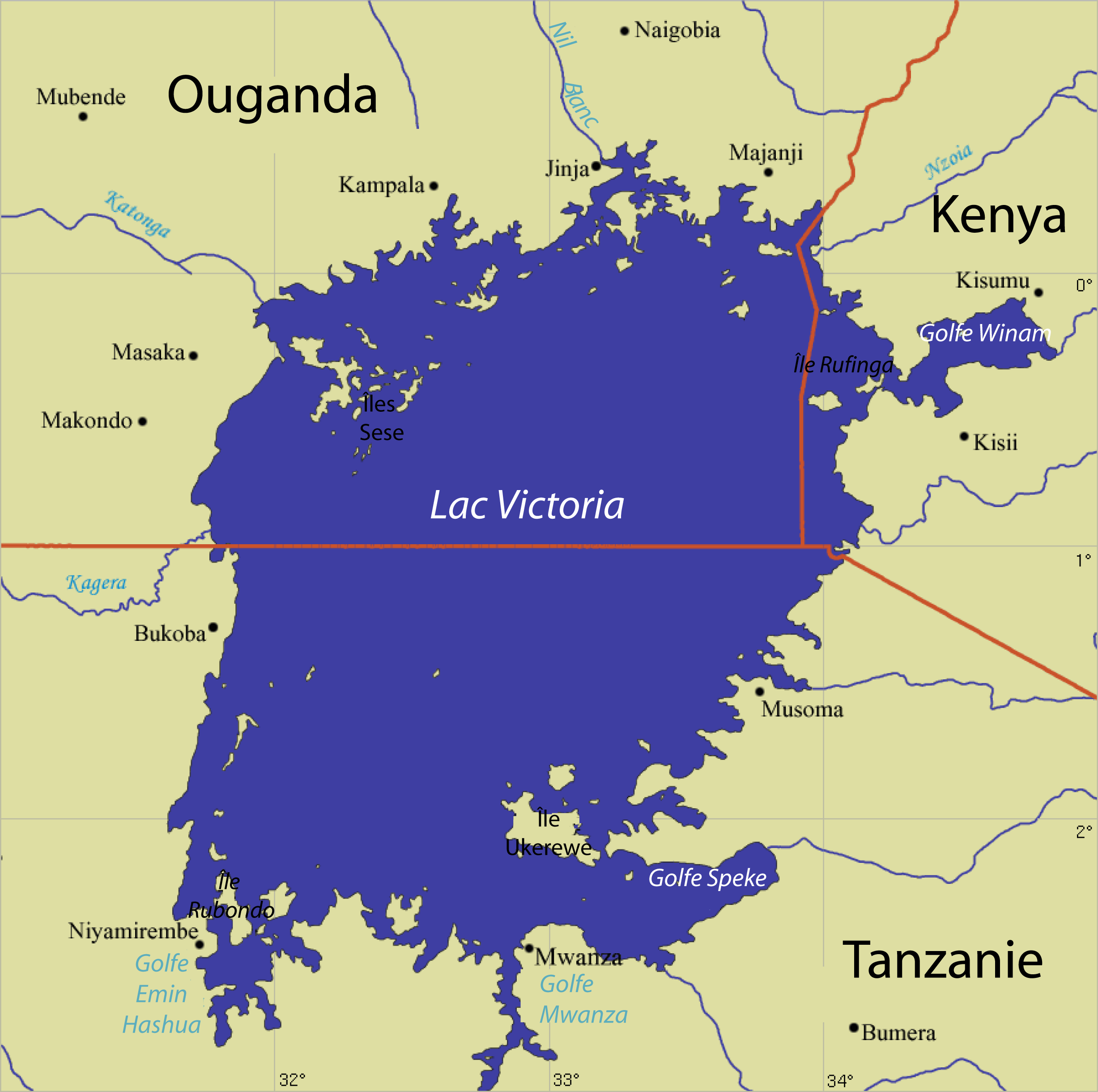
Exploratorul britanic, John Speke, descoperă Lacul Victoria.

### Ianuarie
- 14 ianuarie: Felice Orsini și complicii săi au eșuat în încercarea de asasinat a lui Napoleon al III-lea la Paris, însă bomba lor a ucis 8 oameni și a rănit alți 142 de oameni. Orsini a fost executat prin ghilotinare, la 13 martie.

### Aprilie
- 29 aprilie: Portugalia abolește sclavia.

### Septembrie
- 11 septembrie: Prima ascensiune a muntelui Dom, al treilea vârf ca înălțime din Alpi.

### Octombrie
- 18 octombrie: După instituirea "Căimăcămiei de trei", în Țara Românească sunt numiți: Emanoil Băleanu, Ioan Manu și Ioan Al. Filipescu, care vor fi în funcție până pe 24 ianuarie 1859.
- 23 octombrie: Eforia Școalelor din Țara Românească stabilește printr-o hotărâre să se folosească integral alfabetul latin (după ce cu doi ani mai înainte făcuse această recomandare, dar mai păstrase pe ă chirilic - Ъ).
- 25 octombrie: Este dată în folosință calea ferată Szolnok–Arad. Aradul devine primul oraș de pe teritoriul actual al României conectat la rețeaua feroviară.

### Nedatate
- ianuarie: Wilhelm I al Prusiei devine regent pentru fratele său.
- septembrie: În fosta grădină Bellu și pe o parte a moșiei Văcărești începe să funcționeze, în marginea de sud a Bucureștiului, Cimitirul Bellu.
- David Livingstone începe să exploreze fluviul Zambezi (până în 1864).
- Exploratorul britanic, John Speke, a descoperit Lacul Victoria.

## Arte, științe, literatură și filozofie
- 25 ianuarie: Marșul nupțial de Felix Mendelssohn devine o piesă populară pentru nunți, după ce este cântat la Palatul St. James din Londra, în ziua căsătoriei Prințesei Victoria a Regatului Unit „Vicky” (fiica Reginei Victoria) cu Prințul Frederic al Prusiei.
- 30 martie: Americanul Hyman Lipman patentează creionul la care a atașat o gumă de șters.
- Pictorul francez, Jean-François Millet, pictează L'Angelus.

## Nașteri
- 5 ianuarie: Sándor Adorján, scriitor, jurnalist și traducător maghiar (d. 1944)
- 13 martie: Maximilien Luce, pictor francez (d. 1941)
- 18 martie: Rudolf Diesel, inventator german (d. 1913)
- 5 aprilie: Pauline Schullerus, etnologă, botanistă și scriitoare română, aparținând minorității sașilor transilvăneni (d. 1929)
- 11 aprilie: Barbu Ștefănescu Delavrancea, scriitor, om politic și avocat român (d. 1918)
- 23 aprilie: Max Planck (n. Max Karl Ernst Ludwig Planck), fizician german, laureat al Premiului Nobel (d. 1947)
- 16 iunie: Regele Gustav al V-lea al Suediei (1907-1950), (d. 1950)
- 21 iulie: Maria Cristina de Austria, a doua soție a regelui Alfonso al XII-lea al Spaniei (d. 1929)
- 24 iulie: Jenő Ábel, scriitor, filolog și profesor universitar maghiar (d. 1889)
- 5 septembrie: Alexandru Vlahuță, prozator și poet român (d. 1919)
- 22 octombrie: Augusta Viktoria de Schleswig-Holstein, prima soție a împăratului Wilhelm al II-lea al Germaniei (d. 1921)
- 27 octombrie: Theodore Roosevelt, al 26-lea președinte al SUA (1901-1909), (d. 1919)
- 30 octombrie: Duiliu Zamfirescu, poet, prozator, dramaturg român (d. 1922)
- 10 noiembrie: Heinrich al XXVII-lea, Prinț Reuss (d. 1928)
- 20 noiembrie: Selma Lagerlöf, scriitoare suedeză (d. 1940)
- 22 decembrie: Giacomo Puccini, compozitor italian de operă (d. 1924)

## Decese
- 5 ianuarie: Josef Radetzky, 91 ani, nobil boemian, feldmareșal imperial austriac (n. 1766)
- 9 aprilie: Joseph Karl Stieler, 76 ani, pictor german (n. 1781)
- 11 mai: Aimé Bonpland (n. Aimé Jacques Alexandre Bonpland), 84 ani, explorator și botanist francez (n. 1773)
- 17 mai: Ducesa Helen de Mecklenburg-Schwerin (n. Helene Luise Elisabeth), 44 ani, ducesă de Orléans (n. 1814)
- 10 iunie: Robert Brown, 84 ani, botanist britanic, cunoscut și pentru noțiunea de mișcare browniană (n. 1773)
- 12 iunie: Niccolò Livaditti, 53 ani, pictor italian (n. 1804)
- 18 august: Barbu Lăutaru (n. Vasile Barbu), 77 ani, cântăreț și cobzar român (n. 1780)
- 15 septembrie: Prințesa Margareta de Saxonia (n. Margaretha Karoline Friederike Cecilie Auguste Amalie Josephine Elisabeth Maria Johanna), 18 ani, arhiducesă de Austria (n. 1840)
- 12 octombrie: Utagawa Hiroshige, 60 ani, pictor japonez (n. 1797)
- 8 noiembrie: George Peacock, 67 ani, matematician englez (n. 1791)
- 12 noiembrie: Aloys al II-lea, Prinț de Liechtenstein (n. Aloys Maria Joseph Johann Baptista Joachim Philipp Nerius), 62 ani (n. 1796)